# The Perfect Kiss
 (août 2010).
Si vous disposez d'ouvrages ou d'articles de référence ou si vous connaissez des sites web de qualité traitant du thème abordé ici, merci de compléter l'article en donnant les références utiles à sa vérifiabilité et en les liant à la section « Notes et références ».
Singles de New Order
Murder
(1984) Sub-Culture
(1985)
The Perfect Kiss est le neuvième single produit par le groupe New Order et sorti en formats 45 tours et maxi en avril 1985, juste avant leur troisième album, Low-Life dans lequel il figure en version plus courte.

## Historique
Un an avant la sortie du titre, une première version de la chanson est jouée en concert le 14 mai 1984 au Royal Festival Hall à Londres, avec des paroles grivoises et sous le titre I've Got a Cock Like the M1. 
The Perfect Kiss est une chanson conçue comme une suite de tableaux. Le morceau commence de façon très électronique : séquenceurs robotiques, synthétiseurs mélodiques, sur lesquels se greffe une basse funky et slap de Peter Hook. Puis la chanson bascule dans une pop plus classique, avec la voix de Bernard Sumner. Vient ensuite une partie instrumentale qui préfigure certaines futures productions techno-house, avec des effets synthétiques et surtout un sample de cris de grenouilles. Enfin, le morceau repart en tempo rapide avec un final qui mêle les parties de basse de Peter Hook, à la fois mélodiques et rythmiques, des riffs de guitare funky de Bernard Sumner et des cascades de synthétiseurs du duo Gilian Gilbert/Stephen Morris.
Ce morceau est présenté dans une pochette conçue par Peter Saville, d'un gris métallisé sur lequel le nom du morceau est imprimé en relief sous la forme d'un gaufrage.
La face B présente deux morceaux intitulés The Kiss of Death, semi-intrumental, et Perfect Pit, instrumental.
Le clip a été réalisé par Jonathan Demme avec la contribution d'Henri Alekan à la photo. Selon Tony Wilson, Demme souhaitait articuler son clip autour d'un plan montrant Stephen Morris et son jeu dynamique derrière sa batterie mais fut consterné d'apprendre que la rythmique du titre ne reposait que sur une boîte à rythme. 
Le clip montre un poster de 'Unknown Pleasures' qui apparaît de façon évidente derrière Bernard Sumner.
Pour New Order, The Perfect Kiss devait être leur nouveau tube après Blue Monday[réf. nécessaire] mais n'atteindra que la 46e place des charts.